# Rizi-bizi

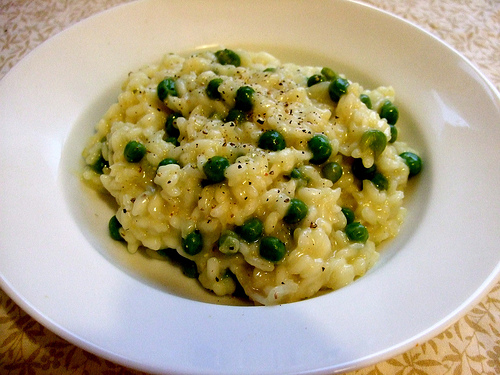
Risotto z zielonym groszkiem, czyli rizi-bizi

Rizi-bizi (wł. risi e bisi) – potrawa kuchni włoskiej z regionu Wenecji; odmiana risotta.
Głównymi składnikami potrawy jest gotowany ryż i zielony groszek gotowany i smażony. Dodaje się pieczarki, parmezan i przyprawy. Stosuje się jako danie główne lub jarzynę do obiadu.